# Père Davids hjort
Père Davids hjort (Elaphurus davidianus), også kendt som milu eller elaphure, er en art af hjorte, der i øjeblikket er uddød i naturen - alle kendte eksemplarer findes kun i fangenskab. Arten overlevede takket være de kejserlige indhegninger i Nanyuang Royal Hunting Garden Nan Haizi, nær Beijing, og for nylig også i europæiske zoologiske haver. 